# ディズニーリゾート物語
ディズニーリゾート物語(Disney Resort Story)は東京ディズニーシーの1周年である2002年9月4日に創刊され、毎月1日と15日頃（号によってばらつきがある）に発売していた東京ディズニーリゾートの情報誌である。講談社刊、定価680円。全30巻で現在はすでに終刊。

## 発売された巻
左からそれぞれ、発売された日、タイトル、その本についていたクリアアート。
1. 2002年9月4日 - 東京ディズニーシー物語 - 『海底2万マイル』
2. 2002年9月14日 - ミッキーマウス&トゥーンタウン - 『トゥーンタウン』
3. 2002年10月1日 - S.S. コロンビア・ダイニングルーム - 『アクアトピア』
4. 2002年10月15日 - 東京ディズニーシー・ホテルミラコスタ&ディズニーアンバサダーホテル - 『魅惑のチキルーム "ゲット・ザ・フィーバー"』
5. 2002年11月1日 - ベリーメリークリスマス 東京ディズニーリゾート - 『カントリーベア・シアター』
6. 2002年11月15日 - センター・オブ・ジ・アース - 『センター・オブ・ジ・アース』
7. 2002年11月30日 - ビッグサンダー・マウンテン - 『ビッグサンダー・マウンテン』
8. 2002年12月14日 - カウントダウン・パーティー - 『スイスファミリー・ツリーハウス』
9. 2002年12月25日 - 東京ディズニーランド物語 - 『蒸気船マークトウェイン号』
10. 2003年1月15日 - アンコール! - 『白雪姫と七人のこびと』
11. 2003年2月1日 - スルーフットスーのダイヤモンドホースシュー - 『スター・ツアーズ』
12. 2003年2月15日 - シンデレラ城&プリンセス - 『キャッスルカルーセル』
13. 2003年3月1日 - ヴェネツィアン・ゴンドラ - 『マーメイドラグーンシアター』
14. 2003年3月15日 - ウエスタンリバー鉄道 - 『ジャングルクルーズ』
15. 2003年4月1日 - マクダックス・デパートメントストア - 『ストームライダー』
16. 2003年4月15日 - ディズニー・ドリームス・オン・パレード - 『シンデレラ城ミステリーツアー』
17. 2003年5月1日 - ウォルト・ディズニー・ワールド - 『アリスのティーパーティー』
18. 2003年5月15日 - ミッキーのギフト・オブ・ドリームス - 『空飛ぶダンボ』
19. 2003年5月31日 - インディ・ジョーンズ・アドベンチャー - 『インディ・ジョーンズ・アドベンチャー』
20. 2003年6月14日 - プーさんのハニーハント - 『プーさんのハニーハント』
21. 2003年7月1日 - ディズニーシー・シンフォニー&アリエルのシーサイドトレジャー - 『カントリーベア・シアター（バケーション・ジャンボリー）』
22. 2003年7月15日 - エンターテインメント・ショッピング - 『イッツ・ア・スモールワールド』
23. 2003年8月1日 - アラビアンコースト - 『マジックランプシアター』
24. 2003年8月15日 - カリフォルニア ディズニーランド・リゾート - 『グランドサーキット・レースウェイ』
25. 2003年9月1日 - 東京ディズニーランド・エレクトリカルパレード・ドリームライツ - 『クリスタルパレス・レストラン』
26. 2003年9月13日 - 東京ディズニーシー ショッピング - 『シンドバッド・セブンヴォヤッジ』
27. 2003年10月1日 - ディズニーランド・リゾート・パリ - 『ピーターパン空の旅』
28. 2003年10月15日 - 東京ディズニーリゾート・キャラクター物語 - 『ショーベース』
29. 2003年11月1日 - ウォルト・ディズニー物語 - 『ワールドバザール』
30. 2003年11月15日 - 東京ディズニーリゾート2泊3日 - 『カントリーベア・シアター（ジングルベル・ジャンボリー）』

## 内容
ディズニーリゾートのアトラクションやイベントなどの特集を、美麗な写真と共に紹介している。特集の後のコーナーとしては、ゲストがディズニーリゾートへの想いを語る「達人が見たディズニーリゾート エキスパートトーク」、ディズニーシーにまつわる話を綴る「クローズアップ東京ディズニーシー」などがある。また、毎巻の末尾にはアトラクションのポスターを模したクリアアートがついている。以下ではその連載や特集を紹介する。なお、各項目の一番左の数字は号の番号である。

### 第1特集
1. 東京ディズニーシーをめぐる7つの海の物語
2. 「キミの友だち」でありつづける一匹の素敵なネズミ！
3. 寄港地ごとに味わう7つのおいしい物語
4. ディズニーホテルに泊まるということ
5. Very Merry Christmas-Tokyo Disney Resort
6. ネモ船長の知られざる世界との遭遇
7. ウエスタンランドに西部開拓時代の世界が広がる
8. 熱狂のライブ　そして未来へのカウントダウン・マジック
9. 東京ディズニーランドで出合った6つの幸福物語
10. 東京ディズニーシー　ステージショー物語
11. ショーレストランほど素敵なところはない
12. シンデレラの夢とお城の物語
13. メディテレーニアンハーバー浪漫紀行
14. 走れ！ウエスタンリバー鉄道
15. New York!New York!!
16. 20周年を祝って盛大なパーティーを始めよう
17. フロリダしあわせWALT DISNEY WORLD!
18. 夢をかなえる東京ディズニーランドのミュージカル・レビュー
19. インディ・ジョーンズ・アドベンチャー：クリスタルスカルの魔宮
20. ファンタジーランドに広がるプーさんの絵本の世界
21. 魔法使いの弟子は真夏の夜の夢うつつ…　魅惑の幻想曲"ディズニーシー・シンフォニー"
22. 王国のマエストロたち
23. ジーニーが造った摩訶不思議な世界〜アラビアンコースト
24. DISNEYLAND RESORT IN CALIFORNIA
25. Light&Music MAGIC!
26. 東京ディズニーシー　ファッションクルーズ
27. ラビリンス・イン・ディズニーランド・パーク
28. ディズニーキャラクター9ストーリー
29. ウォルト・ディズニーのドリーム＆マジック
30. 東京ディズニーリゾートで過ごす2泊3日

### 第2特集
1. 東京ディズニーシー　探検・発見の旅
2. トゥーンタウンで出逢った「夢」と「家族」
3. あれも食べたい、これも食べたい！
4. ディズニーホテルの魅力発見！
5. もっともっと見たい素晴らしきクリスマス・シーン
6. Fortress Explorations
7. 西部開拓時代のアメリカが甦るウエスタンランドの旅
8. 冬のアートな散歩道
9. 東京ディズニーランド　夢と魔法に満ちた7つのテーマランド
10. 冒険とイマジネーションの海で出会うライブパフォーマンスの魅力
11. 知るほどに美味しい王国レストラン
12. 東京ディズニーリゾート・プリンセス物語
13. 小さな冒険者たちの大いなる一日
14. 東京ディズニーリゾート　ライド＆ヴィークル大集合
15. ケープコッド名景紀行
16. 私たちが東京ディズニーランドを好きな理由（ワケ）
17. もっともっとDISNEY!
18. 楽しい時間と空間を創ってくれるストリート・ミュージック・エンターテイナー
19. ポートディズカバリー　未来からの招待状
20. ファンタジーランドでおとぎの国の主人公たちに出会う
21. アリエルのシーサイドトレジャー　懐かしい海の香り、そして仲間たち　さあ、カーニバルを楽しみましょう！
22. すばらしきショッピングワールド
23. マジックランプシアター　すべては、ひとつのランプから始まった！
24. カリフォルニアで食べる・買う・泊まる
25. ようこそ　ディズニーの素敵なハロウィーン・ワールドへ
26. 東京ディズニーシーのショップは新しい発見と宝物であふれている
27. 魔法仕掛けの映画村　ウォルト・ディズニー・スタジオのシネマジック
28. 二パークのあちらこちらで見つけたすてきな仲間たち　ディスカバー・ディズニーフレンズ
29. 英語から理想郷まで構想したウォルト・ディズニーの創造力とその世界

なお、30巻目は特集は一つだけなので、第2特集は29巻までである

### 東京ディズニーリゾートをつくった人々
オリエンタルランドやウォルト・ディズニー・カンパニーなどの東京ディズニーリゾートの製作に携わった人々のインタビュー。以下はこの特集に出演した関係者。なお、肩書きは本の発売当時のものであるが、現在の役職が分かっている人物には現在の役職も記載している。また、特に記載が無い限り、オリエンタルランドの名称は省略してある。
1. 加藤和男 - （専務取締役 - 現・執行役員）
2. 笠原幸一 - （クリエイティブ事業部 ショーアダプテーショングループ マネージャー）
3. 小原章男 - （東京ディズニーシー エグゼクティブシェフ）
4. チャールズ・ベスフォード - （東京ディズニーシー・ホテルミラコスタ 総支配人）
5. 山口敦史 - （営業本部 営業推進部 イベントグループ マネージャー）
6. 佐々木敏彦 - （技術本部 アトラクション技術部 コースターライドグループ マネージャー）
7. 渡辺元 - （エンターテイメント本部 ショー制作部 ショークリエイティブグループ）
8. 渡海一博 - （エンターテイメント本部 ショー制作部長）
9. 奥山康夫 - （専務取締役 営業本部長）
10. 冨田裕治 - （エンターテイメント本部 ショー制作部 ショークリエイティブグループ シニアリーディングスタッフ）
11. 中澤喜雄 - （東京ディズニーランド エグゼクティブシェフ）
12. 陶山文雄 - （エンターテイメント本部 ショー制作部 ショーコスチュームグループ マネージャー）
13. 山田哲也 - （技術本部 ファシリティ技術部 ペイントグループ ユニットマネージャー）
14. 古橋繁夫 - （株式会社舞浜リゾートライン 取締役運輸部長）
15. 岡恵里子 - （商品本部 商品開発部 生活雑貨グループ）
16. 加賀見俊夫 - （代表取締役社長 - 現・代表取締役会長 兼 最高経営責任者(CEO)）
17. キャシー・マンガム - （ウォルト・ディズニー・イマジニアリング バイス・プレジデント/エグゼクティブプロデューサー）
18. 越川昌洋 - （運営本部 カストーディアル部 カストーディアルサポートグループ）
19. 君塚健 - （運営本部 第2運営部長 - 現・運営本部 パーク運営部長）
20. 杉浦健 - （株式会社グリーンアンドアーツ グリーン事業部 ランドスケープ課長）
21. 本多輝明 - （運営本部 第2運営部 メインエントランスゲストリレーショングループ エリアサービスマネージャー）
22. 永嶋悦子 - （営業本部 営業部 インフォメーショングループ マネージャー）
23. 朽方嘉久 - （技術本部 アトラクション技術部 アニメーショングループ マネージャー）
24. バーネット・リッチ - （ブエナビスタ ピクチャーディストリビューション バイスプレジデント/スペシャルイベント ショーディレクター）
25. 本田豊 - （エンターテイメント本部 ショー制作部 ショークリエイティブグループ シニアリーディングスタッフ）
26. 浅妻信弘 - （株式会社イクスピアリ 代表取締役副社長 - 現・代表取締役社長）
27. トニー・バクスター - （ウォルト・ディズニー・イマジニアリング シニアバイスプレジデント）
28. 岡部勝吉 - （営業本部 営業推進部 フォトビデオグループ）
29. 上斗米智恵子 - （運営本部 カストーディアル部 第1カストーディアルグループ エリアサービスマネージャー）
30. 福島祥郎 - （代表取締役専務取締役 運営本部長、広報部・CS（顧客満足）推進部担当 - 現・代表取締役社長 兼 最高執行責任者(COO)）

### 達人が見たディズニーリゾート エキスパートトーク
様々な著名人のディズニーリゾートでの過ごし方や日常生活でのディズニーリゾートとの関わりなどを紹介する特集。以下はこの特集に出演した著名人。
1. パンツェッタ・ジローラモ
2. 北原照久
3. 石鍋裕
4. 城戸真亜子
5. 森久美子
6. 関野吉晴
7. ケント・デリカット
8. 中村橋之助
9. 相羽髙德
10. 宮本亜門
11. 田崎真也
12. 阿川佐和子
13. 有元葉子
14. 櫻井寛
15. わたせせいぞう
16. 中村吉右衛門
17. 柴田智子
18. 南果歩
19. 桜井淑敏
20. 鷲津名都江
21. 川淵三郎
22. 黒木瞳
23. 横尾忠則
24. デイヴ・スミス
25. 金田篤士
26. 山田邦子
27. 坂本三佳
28. 野村哲也
29. 柳生すみまろ
30. 毛利衛

### クローズアップ東京ディズニーシー
眞平誠による東京ディズニーシーを形作る東京ディズニーリゾートの橋や植栽、バックグラウンドストーリーの紹介が行われた。
1. [天地創造]　東京ディズニーシー誕生
2. [太陽と水]　フィーチャリング・メディテレーニアンハーバー
3. [躍動と郷愁]　フィーチャリング・アメリカンウォーターフロント
4. [もう一つの未来]　フィーチャリング・ポートディズカバリー
5. [探求と畏怖]　フィーチャリング・ロストリバーデルタ
6. [憧憬と回帰]　フィーチャリング・マーメイドラグーン
7. [冒険と解放]　フィーチャリング・アラビアンコースト
8. [知られざる地球]　フィーチャリング・ミステリアスアイランド
9. [海と河と運河]　始まりは水の世界
10. [山]　プロメテウス火山
11. [植栽]　はじめての生命
12. [道]　ポートを結ぶストーリー
13. [橋]　ポートを結ぶストーリー
14. [船]　水上のストーリーテラー
15. [建築]　テーマ性の美学
16. [商品]　日用雑貨からみやげもの屋まで
17. [飲食店]　食と集う楽しみ
18. [店主]　店の経営者を訪ねて
19. [交流]　人々が集う場所
20. [陸上交通]　ヴィークルとトロリー電車
21. [貿易]　ワインと缶詰と発掘品
22. [劇場]　舞台美術
23. [美術]　絵画から広がる物語
24. [広告]　ウィットとユーモア
25. [音楽]　BGMと効果音
26. [歴史]　ケープコッド〜豪華客船沈没
27. [科学]　地底、海底、気象
28. [愛と友情]　ディズニーアニメーションの世界
29. [ディズニー・スピリット]　パークに息づく精神
30. [It Takes People]　キャスト物語

連載分に加筆修正が行われ、2007年3月21日に、『東京ディズニーシー物語』（講談社、東京図鑑編、ISBN 978-4062137171）として出版されている。

### ウォルト・ディズニー物語
映画評論家である柳生すみまろがウォルトが関わったディズニーのこだわり、考えなどを紹介するコーナーである。
1. テーマパーク
2. ウォルトとミッキー
3. オーシャンライナー
4. ディズニーランドとホテル
5. 少年ウォルトのクリスマス
6. ライブアクション映画『海底二万哩』
7. 名山「マッターホーン・ボブスレー」
8. 世界初のテーマパーク誕生まで
9. アンバサダーホテルと日本
10. ブロードウェイとミュージカル
11. ゴールデンホースシュー・レビュー
12. 眠れる森の美女の城
13. ボート・アトラクション
14. 鉄道マニア
15. ディズニーとニューヨーク
16. ウォルトへのオマージュ
17. ウォルトのドリームシティ
18. ワン・マンズ・ドリーム
19. 若きウォルトのアドベンチャー精神
20. 愛娘　ダイアンとシャロン
21. ディズニーとアルコール
22. ウォルトのアパート
23. メインストリート・エレクトリカルパレード
24. ディズニーと古典名作
25. ウォルトとアンデルセン
26. ミッキー・グッズ
27. レストラン「ウォルト」
28. ディズニー・キャラクター
29. 少年の日の夢は永遠につづく　ウォルト・ディズニーがいた場所
30. 夢とともに駆け抜けた　その生涯